# 朝乃涛誠
朝乃涛 誠（あさのなみ まこと、1971年6月19日 - ）は、青森県北津軽郡中泊町出身で若松部屋所属の元大相撲力士。本名は太田 誠（おおた まこと）、身長187cm、体重140kg。最高位は東十両3枚目（1993年3月場所）。得意技は左四つ、寄り。血液型はB型。

## 来歴
小学校時代から相撲を始め、五所川原農林高校時代は全国大会に出場するなど活躍した。相撲部監督から、部屋を継承することが決したばかりの若松親方（現・高砂親方、元大関・朝潮）を紹介され、卒業と同時に若松部屋に入門した。1990年3月場所に初土俵を踏んだ。翌7月場所にいきなり序ノ口優勝を果たすと、勝ち越しを続け一気に幕下まで番付を上げた。幕下上位でやや苦労したが、1993年1月場所には同部屋の朝乃若（現・若松親方）と共に十両に昇進した。「野性的な相撲」とNHKの大相撲放送で解説されたほどの速攻の四つ相撲が得意で、前褌を取ると力を発揮し、その場所は10勝5敗と終盤まで優勝争いに加わった。しかし翌3月場所前に右膝を故障したため途中休場（のちに再出場）。怪我の調子が軽かったため、5月場所出場を踏み切ったが中日の取り組みで反対の左膝の十字靱帯を断裂し再び休場を余儀なくされ、翌場所以降も休場が続き、序二段160枚目まで番付を落とした。これは十両経験者としては昭和以降、当時3位の最低記録である。幕下までは番付を戻したものの、幕下に定着することが出来ずに1999年7月場所を最後に現役を引退した。

## 主な戦績
- 通算成績：199勝166敗52休 勝率.545
- 十両成績：17勝19敗9休 勝率.472
- 現役在位：57場所
- 十両在位：3場所
- 各段優勝
  - 序二段優勝：1回（1996年3月場所）
  - 序ノ口優勝：1回（1990年5月場所）

## 場所別成績
| | 一月場所 初場所（東京）   | 三月場所 春場所（大阪）  | 五月場所 夏場所（東京） | 七月場所 名古屋場所（愛知） | 九月場所 秋場所（東京）   | 十一月場所 九州場所（福岡） |
| --- | ------------------------- | ------------------------ | ----------------------- | --------------------------- | ------------------------- | --------------------------- |
| 1990年 （平成2年） | x                         | （前相撲）               | 西序ノ口15枚目 優勝 7–0 | 東序二段40枚目 6–1          | 東三段目80枚目 7–0        | 東幕下55枚目 2–5            |
| 1991年 （平成3年） | 西三段目18枚目 5–2        | 西幕下57枚目 4–3         | 東幕下45枚目 4–3        | 西幕下32枚目 4–3            | 東幕下24枚目 5–2          | 西幕下10枚目 3–4            |
| 1992年 （平成4年） | 東幕下17枚目 3–4          | 西幕下25枚目 5–2         | 東幕下16枚目 5–2        | 西幕下6枚目 4–2–1           | 西幕下3枚目 4–3           | 西幕下筆頭 6–1              |
| 1993年 （平成5年） | 西十両10枚目 10–5         | 東十両3枚目 3–9–3        | 東十両13枚目 4–5–6      | 東幕下8枚目 休場 0–0–7      | 東幕下8枚目 4–3           | 西幕下3枚目 1–7             |
| 1994年 （平成6年） | 西幕下28枚目 3–4          | 西幕下40枚目 2–5         | 西三段目4枚目 5–2       | 東幕下46枚目 2–5            | 東三段目11枚目 5–2        | 西幕下47枚目 3–4            |
| 1995年 （平成7年） | 西三段目筆頭 休場 0–0–7   | 西三段目61枚目 4–1–2     | 西三段目44枚目 4–3      | 東三段目29枚目 2–2–3        | 東三段目60枚目 休場 0–0–7 | 東序二段20枚目 休場 0–0–7   |
| 1996年 （平成8年） | 西序二段90枚目 休場 0–0–7 | 東序二段160枚目 優勝 7–0 | 東三段目98枚目 4–3      | 西三段目77枚目 4–3          | 西三段目58枚目 6–1        | 西三段目9枚目 4–3           |
| 1997年 （平成9年） | 西幕下56枚目 1–6          | 東三段目30枚目 4–3       | 西三段目16枚目 4–3      | 西三段目3枚目 0–7           | 東三段目48枚目 0–5–2      | 東三段目93枚目 6–1          |
| 1998年 （平成10年） | 西三段目39枚目 4–3        | 東三段目24枚目 4–3       | 東三段目12枚目 5–2      | 西幕下54枚目 5–2            | 西幕下37枚目 3–4          | 西幕下46枚目 2–5            |
| 1999年 （平成11年） | 西三段目7枚目 2–5         | 東三段目33枚目 4–3       | 東三段目19枚目 4–3      | 西三段目6枚目 引退 0–7–0    | x                         | x                           |
| 各欄の数字は、「勝ち-負け-休場」を示す。 優勝 引退 休場 十両 幕下 三賞：敢=敢闘賞、殊=殊勲賞、技=技能賞 その他：★=金星 番付階級：幕内 - 十両 - 幕下 - 三段目 - 序二段 - 序ノ口 幕内序列：横綱 - 大関 - 関脇 - 小結 - 前頭（「#数字」は各位内の序列） |                           |                          |                         |                             |                           |                             |

## 改名歴
- 太田 誠（おおた まこと）1990年3月場所 - 1992年9月場所
- 朝乃涛 誠（あさのなみ－）1992年11月場所 - 1995年3月場所
- 朝太田 誠（あさおおた－）1995年5月場所 - 1999年7月場所